# カトリック佐々教会
カトリック佐々教会（カトリックさざきょうかい）は、長崎県北松浦郡佐々町にある、キリスト教（カトリック）の聖堂。
2014年度に発足した、カトリック長崎大司教区で最も歴史が新しい小教区教会である。

## 解説
献堂は2014年5月31日。当教会の建物は、かつてのコカ・コーラの倉庫をそのまま転用している。
佐々町内の人口が増加していることを鑑み近隣の教会の再編を行った結果、当教会が発足することとなった。
近隣の浅子教会・神崎教会からも信徒の異動があった。
平戸口小教区に属していた巡回教会の江迎教会の信徒は、発足後当教会に通うようになり、江迎教会堂は閉堂。
同じ平戸口小教区の巡回教会の潜竜教会は現聖堂が2008年に献堂されたこともあり閉堂こそしなかったが、所属小教区を当小教区に変更している。